# 신라정토계획
신라정토계획(新羅征討計劃)은 753년 경덕왕 12년에 일본에서 사신이 파견되었다가 무례함을 이유로 추방당하자, 일본의 권력자 후지와라노 나카마로가 신라를 대대적으로 침공하기 위한 계획이다.

## 해설

### 한국연구재단 기초학문자료센터
일본의 ‘신라정토계획’이란 안사의 난이란 국제정세의 변화 속에서 일본이 신라를 군사적으로 침공하고자 했던 일련의 사건을 말하는데, 이에 대한 연구는 1930년대부터 일본 학계가 대륙 침략을 위한 정당성 확보 차원에서 이루어졌다. 그런데 우리 학계의 경우 일본학계의 연구 성과를 여과없이 무비판적으로 수용하는 경향이다.
이와 같은 문제의식에서 본 논문은 일본측 사료에만 전하고 있는 신라정토계획의 실행 가능성에 대해 의문을 제기하고, 신라 경덕왕대의 정세를 통해서 일본의 신라정토계획을 재해석해 보았다. 즉 안사의 난을 전후하여 신라가 체제정비에 주력하는 동시에 발해와의 관계를 모색하고 있었음을 고려 할 때, 등원중마려가 입안한 신라정토계획이란 사실상 공격적 전쟁의 차원이라기 보다는 신라의 침략을 대비하기 위한 군사동원이었음을 구명해 보았다. 더구나 8세기 중엽 이래 일본은 신라와의 군사적 긴장 속에서 축성 등의 군사적 경계를 늦추지 않고 있었고, 당시 일본의 군사력으로는 단독으로 신라를 공격할 상황도 못되었기 때문이다.
한편 일본이 신라정토계획을 추진하던 기간 동안 발해와 밀접한 관계를 유지하였는데, 이에 대해 종래의 연구자들은 일본이 발해와의 협력을 통해 신라정토계획을 추진한 것으로 이해하였다. 그러나 본 논문에서는 신라와 발해의 교섭에 위기감을 느낀 일본이 외교적 고립을 탈피하기 위한 외교 전략으로 발해와의 외교를 활발히 추진한 것으로 보았다. 결과적으로 일본의 신라정토계획이란 천황중심사관의 관념의 산물에 불과하며, 현실적으로는 신라의 위협에 대비하기 위한 수세적 차원에서 이루어진 군사활동이었다고 하겠다.

### 인용
이른바 일본의 ‘新羅征討計劃’이란 8세기 중엽 일본이 신라를 침공하고자 했던 일련의 사건을 명명한 것인데, 이 시기에 신라는 景德王이 집권하고 있던 시대였다. 신라사에 있어 경덕왕대(742년-765년)는 정치, 사회, 문화적으로 황금기에 해당한다. 즉 경덕왕은 즉위 이래 중앙집권적 율령국가체제를 정비하여 강력한 왕권을 구축하였다. 757년에는 안정된 왕권을 바탕으로 군현제에 대한 개편과 함께 군비 확장을 도모하기도 하였다. 일본의 ‘신라정토계획’은 759년 6월부터 국가적 방침으로 정식 발의되어 762년까지 추진되는데, 신라 경덕왕은 755년 당에서 일어난 安史의 亂에 대한 대비 차원에서 군제개혁을 단행하였을 뿐만 아니라, 해양에 대한 방어체제까지 구축하는 등 전면적 방위체제를 완비하였다. 일본이 ‘신라정토계획’을 준비하는 동안 신라측의 이러한 동태에 예의주시하였을 것이다. 이런 생각에서 본 글에서는 신라사에 있어 최고의 전성기를 구가한 경덕왕대의 국내외 정세 속에서 일본의 신라정토계획에 대한 구체적 실태를 재구성해 보고자 하였다. 귀화계 신라인으로부터 입수한 신라측의 동태는 이른바 신라정토계획의 시간적 추이에 커다란 영향을 미쳤을 것이다. 761년 7월을 기점으로 일본은 표면적으로는 신라에 대항하는 모습을 보이면서 실제로는 내부적 군사체제를 정비하고 있는데, 이것은 신라측의 동향과 무관하지 않았을 것으로 생각된다. 결과적으로 일본의 신라정토계획은 실행에 옮겨지지 못하고 무산된다. 일본의 신라정토계획이 중단된 요인으로는 기근․ 역병․ 물가등귀 등 사회 불안과 등원중마려 정권을 둘러싼 정치적 상황의 악화 등 국내적 요인뿐만 아니라, 신라측의 동태도 큰 몫을 차지하였을 것이다.

## 삼국통일 후 신라와 일본의 관계
신라의 삼국통일 시기인 663년 일본은 백제 부흥운동을 지원할 목적으로 42,000명의 군대와 800척 이상의 함대를 파견했다가 백강 전투에서 대참패를 당하였다.
이후 한동안 일본은 오노성(大野城, 665년)과 카네다 성(金田城, 667년)을 축조하고 방어전쟁준비를 하는 등 당의 침략위협에 대한 공포에 시달렸다. 그러나 나당전쟁으로 인해 신라와 당의 관계는 매우 악화되었고 신라는 당나라의 전쟁위험이 존재하는 동안 후방의 위협을 제거할 목적으로 일본과의 관계를 회복하여 720년까지 교류를 증진하며 관계를 돈독히 하였다. 그동안 일본은 당의 율령체제를 모방해 국가체제를 정비하며(→701년, 다이호 율령) 천황중심의 일본식 중화사상에 입각한 대외이념을 표방하면서 신라를 자신들의 번국(藩國)으로 간주하는 야량자대(夜郞自大)적인 태도를 표출하기도 했다. 《일본서기》등이 편찬(720년)되면서 소위 진구 황후의 삼한정벌설이 조작된 것도 이즈음이었다.
당시에 상승일로의 국세에 있던 신라로서는 이런 일본의 태도를 용납할 수 없었고 720년 경부터 두 나라의 관계는 악화일로를 치닫기 시작했다. 동시에 일본의 무례한 태도도 도를 넘어 급기야 일본이 사신을 파견해 조공을 강요하다가 추방당하는 지경에 이르렀고 신라에서도 사신을 파견했다가 다자이후(太宰府)에서 쫓겨나기도 했다.
결국 731년 (성덕왕 30년) 일본은 병선 300척을 동원해 신라를 침공했으나 패배하고 말았다. 그 후 일본은 신라와 관계에 대한 대안으로 발해와 적극적으로 통교하기 시작했다. 발해는 일본 견당사의 호송을 목적으로 일본에 사절을 파견하기도 했다.
그 후에도 신라와 일본의 관계는 험악하게만 돌아가고 있었고 이런 양국간의 극한의 대립은 경덕왕대(742년 ~ 765년)에 후지와라노 나카마로의 집권기에 절정에 달해 있었다.

## 계획 및 준비
755년 당시에 아시아의 초강대국이었던 당나라에 안사의 난이라는 대규모 내란이 발발했다. 이로 인해 당나라가 외부에 눈을 돌릴 틈이 없게 되자 이틈에 일본은 당나라의 영향력을 배제한 채 신라를 도모할 궁리를 했고 이는 후지와라노 나카마로 본인의 정치적 야심과 맞물려 진행되었다.
이에 당시에 신라등의 외국과의 외교를 관장하는 관청인 다자이후에서 신라정벌을 목적으로 태제부조행군식(太宰府造行軍式)이라는 세부적인 계획안을 마련해 이를 실천하기 시작했다.
756년 일본조정은 호쿠부큐슈에 이토성(怡土城)을 축조했다. 여러 가지 축조기술을 동원해 견고히 건설된 성은 근방에 주선사(主船司)라는 관청과 용광로와 무기제조공장을 세우는 등 대규모의 병참기지로서 기능했다.
759년에는 3년후인 762년을 기한으로 호쿠리쿠도 · 산인도 · 산요도 · 난카이도 4도에 할당량을 제시해 500척의 전함을 건조하도록 지시한데 이어 761년에는 미노국(美濃國) · 무사시국(武藏國)에서 20명씩의 소년을 징발해 신라어 교육에 들어가는 등 준비는 유래가 없을 만큼 대규모적으로 진행되어 갔다.
안사의 난을 정점으로 쇠퇴의 길을 걷고 있던 당나라와 마찬가지로 신라도 중대 후기에 들어서면서 서서히 혼란스러운 정치 · 경제적 상황을 맞이하고 있었으나 일본의 움직임을 파악하고 모벌성(毛伐城)에 노당(弩幢)을 증원하는 등 준비를 갖추었다. 경덕왕 대에는 군을 중앙의 6기정(六畿停)과 지방의 9주정(九州停)으로 재편하는 등 신속한 군대동원을 위한 군제개혁도 단행했다.

## 견발해사
757년 일본은 신라에 파견되었다가 쫓겨난 경험이 있던 오노 다모리(小野田守)를 단장으로 처음으로 견발해사를 파견하기 시작해 759년과 760년에 연이어 발해에 사신을 파견했다. 일본이 발해와 적극적으로 교류한 원인은 신라가 일본과 발해 양국을 동시에 상대할 수는 없으리라는 계산이 있었기 때문이며 전쟁시엔 발해의 협공과 지원을 받아내기 위해서였다.
오노 다모리는 귀국길에 발해장군 양승경(楊承慶)이 인솔하는 발해사절단을 같이 데려왔고 일본 측은 양승경에게 파격적인 대우를 해주면서 발해의 참전을 촉구했다. 그 후에도 신라침공일정이 짜여져 있던 762년, 고구려 왕실의 후손인 고마노 오야마(高麗大山)를 단장으로 견발해사를 파견했지만 발해는 견발해사에 대한 답례사신에 의례적으로 파견되던 무관을 대신해 문관인 왕신복(王新福)을 파견하는 것으로 일본의 신라침공계획에 사실상 거절의사를 표시했다. 당시 발해는 신라와 우호관계를 맺고 교류를 시작하고 있었기에 굳이 일본과 손잡고 신라를 공격할 이유가 없었기 때문이다.
결국 일본은 나카마로의 몰락 등으로 신라침략계획을 접을 수밖에 없었고 신라정토계획도 역사의 뒷편으로 사라졌다.